# LG GW620
LG GW620 — первый смартфон компании LG Electronics под управлением операционной системы Google Android, выпущенный в 2009 году. Особенностью этой системы является возможность загрузки различных приложений, которые позволяют настроить смартфон под потребности определенного пользователя. Устройство работает на процессоре Qualcomm MSM7200 с тактовой частотой 528 МГц и оснащено полноценной QWERTY-клавиатурой.

## Краткое описание
Первый Android-смартфон компании LG Electronics GW620 выполнен в виде бокового слайдера с полноценной QWERTY-клавиатурой, которая облегчает написание текстовых сообщений. Клавиатура состоит из пяти строк и подсвечивается в темноте. Меню устройства содержит список предустановленных приложений и может выглядеть как стандартный интерфейс Android либо адаптированный под новую платформу фирменный интерфейс S-class. Помимо предустановленных приложений, пользователь GW620 может покупать и загружать программы с помощью сервиса Android Market. Данная модель имеет традиционный для Android-устройств набор интерфейсов: Wi-Fi, Bluetooth, поддержку 3G и простую синхронизацию с сервисами Google, которая при правильно настроенных параметрах происходит автоматически. При наличии точек доступа система использует Wi-Fi либо сеть оператора, обеспечивая постоянный доступ к электронной почте Gmail, календарю с базой задач и другим онлайновым сервисам.
В LG GW620 установлено специальное приложение SNS, которое позволяет управлять несколькими учетными записями и получать обновления в реальном времени с сайтов социальных сетей, в частности общаться в Сети, узнавать статус своих друзей, оставляя комментарии или обновляя собственные страницы. Технологии Auto Face-Tagging и Face To Action позволяют связаться с любым абонентом с помощью SMS, MMS или голосовой почты одним касанием его фотографии.
Смартфон оснащен 3-дюймовым ЖК-экраном с разрешением HVGA и 3,5-мм аудиоразъемом, с помощью которых на нём можно смотреть фильмы в формате DivX и слушать музыку через наушники других производителей. 5-мегапиксельная камера с автофокусировкой и функция видеозаписи высокого разрешения позволяют записывать видео и снимать фото и редактировать их с помощью специальных инструментов LG.
В качестве подарка GW620 фигурировал на торжественной церемонии награждения лауреатов Международного конкурса деловой журналистики «PRESSЗВАНИЕ», которая состоялась 23 апреля 2010 года в Москве. Смартфон получил в подарок победитель одной из номинаций.
В настоящее время полностью отсутствует поддержка смартфона производителем. Все обновления ПО выпускают исключительно энтузиасты, вследствие чего ещё не удалось создать для него полностью стабильную прошивку.

## Возможности и характеристики
| Технические характеристики               | Технические характеристики                                  |
| ---------------------------------------- | ----------------------------------------------------------- |
| Частотный диапазон                       | Сети GSM 850/900/1800/2100                                  |
| Размер                                   | 109x54.5x15.9 мм                                            |
| Вес с аккумулятором                      | 139 г                                                       |
| Ёмкость стандартного аккумулятора        | 1500 мАч                                                    |
| Дисплей                                  | 3 дюйма, TFT, разрешение 320х480                            |
| Камера                                   | 5 Мп, максимальное разрешение 2952х1944, вспышка, автофокус |
| Запись видео                             | MPEG4, H.263                                                |
| Встроенная память                        | 300 МБ                                                      |
| Внешняя память                           | MicroSD, до 32 ГБ                                           |
| Сообщения и коммуникационные возможности |                                                             |
| Поддержка SMS                            | да                                                          |
| Поддержка MMS                            | да                                                          |
| Поддержка E-mail                         | да                                                          |
| WAP                                      | 2.0                                                         |
| GPRS                                     | да                                                          |
| EDGE                                     | да                                                          |
| USB                                      | да                                                          |
| Bluetooth                                | 2.0                                                         |
| Другие функции                           |                                                             |
| Встроенная телефонная книга              | 1000 контактов                                              |
| Идентификация абонента по фотографии     | да                                                          |
| Органайзер                               | да                                                          |
| Будильник                                | да                                                          |
| Калькулятор                              | да                                                          |
| Конвертор величин                        | да                                                          |
| Мировое время                            | да                                                          |
| Диктофон                                 | да                                                          |
| Секундомер                               | да                                                          |
| Синхронизация с ПК                       | да                                                          |
| Функция съёмного диска                   | да                                                          |
| Виброзвонок                              | да                                                          |
| Громкая связь                            | да                                                          |
| Встроенные игры                          | да                                                          |
| Поддержка Java                           | да                                                          |
| Абонентские группы                       | да                                                          |
| Встроенный аудиоплеер                    | да (AMR, MP3, AAC, AAC+, WMA)                               |
| Встроенный видео плеер                   | да                                                          |
| Эквалайзер                               | да                                                          |
| FM-радио                                 | да                                                          |